# Slashing Death
Slashing Death − polska grupa wykonująca muzykę z pogranicza death metalu i grindcore'u. Zespół powstał w 1987 w Lidzbarku Warmińskim. Pod koniec lat 80. XX wieku zespół zyskał popularność występując m.in. podczas festiwali Thrash Camp, S'Thrash'ydło i Drrrrama. Około 1990 roku zespół został rozwiązany.
W 1989 Krzysztof Raczkowski dołączył do olsztyńskiego zespołu Vader. Z grupy odszedł w 2005 roku, wkrótce potem zmarł. Gasperowicz po rozwiązaniu Slashing Death założył grupę Otoczenie, z którą nagrał album Życie za Życie. Występował również w grupach Desecrator, Mad Joy, Samo, Sweet Noise i Nyia. Rakowski w 1993 roku dołączył do grupy Vader, z którą występował do 2001 roku. Natomiast Siemaszko zakończył działalność artystyczną.

## Muzycy
- Robert „Cipis” Gasperowicz – gitara, śpiew
- Leszek „Shambo” Rakowski – gitara basowa
- Adam „Siemek” Siemaszko – gitara basowa
- Piotr „Gąsior” Darczuk – perkusja
- Piotr „Taras” Taraszkiewicz – perkusja
- Krzysztof „Docent” Raczkowski – perkusja
- Piotr „Peter” Wiwczarek – gościnnie śpiew w utworze „Ceremony of Death” na demie Live At Thrash Camp

## Dyskografia
- Deathly Ceremonic (1988, demo, wydanie własne)
- Live At Thrash Camp (1988, demo, wydanie własne)
- Irrevocably And With No Hope (1989, demo, wydanie własne)
- Kill Me Coz I Can”t Stop (1990, demo, wydanie własne)
- Kill Me Coz I Have No Hope (1992, CD, kompilacja, Carnage Records)
- Kill Me Coz I Can't Stop/Irrevocably & With No Hope/Live at Thrash Camp (2004, CD, kompilacja, Apocalypse Productions)
- OFF (2019, CD kompilacja – zebrane i zremasterowane wszystkie taśmy demo, Selfmadegod Records)[3]

## Nagrody i wyróżnienia
| Rok  | Kategoria                             | Nagroda                       | Nota       |
| ---- | ------------------------------------- | ----------------------------- | ---------- |
| 1990 | Zespół roku                           | Plebiscyt Thrash'em All, 1989 | 24 miejsce |
| 1991 | Album roku (Kill Me Coz I Can”t Stop) | Plebiscyt Thrash'em All, 1990 | 32 miejsce |